# Mezőkövesd felső
Mezőkövesd felső (węg: Mezőkövesd felső megállóhely) – przystanek kolejowy w Mezőkövesd przy Dózsa György utca, na Węgrzech.

## Linie kolejowe
- Linia kolejowa 80 Budapest – Hatvan - Miskolc - Sátoraljaújhely

| Mezőkövesd felső                                                             |  |                                              |
| Linia kolejowa 80 Budapest – Hatvan - Miskolc - Sátoraljaújhely (140,000 km) |  |                                              |
| Mezőkövesdodległość: 2,000 km                                                |  | Mezőkeresztes-Mezőnyárád odległość: 7,000 km |